# Marek Stacharski
Marek Stacharski est un réalisateur et scénariste polonais né en 1960 à Przemyśl.

## Biographie

### Jeunesse et études
Marek Stacharski est né en 1960 à Przemyśl, dans la voïvodie des Basses-Carpates, en Pologne.
Il est diplômé de l'École nationale de cinéma de Łódź ainsi que de la National Film and Television School,,.

### Carrière
Il réalise trois courts métrages au Royaume-Uni,.
Stacharski commence sa carrière en tant que journaliste et rédacteur à TVP 1 entre 1987 et 1990.
Il est membre de l'Association des cinéastes polonais. Ses films portent notamment sur les questions sociales, son domaine d'intérêt est principalement le comportement social. Son diplôme de droit lui permet de s'attaquer aux problèmes d'injustice sociale.